# 여기자 20년
"여기자 20년"(女記者 20年)는 한국에서 제작된 김수용 감독의 1977년 드라마 영화이다. 황정아 등이 주연으로 출연하였고 이우석 등이 제작에 참여하였다.

## 출연

### 주연
- 황정아
- 이순재
- 이대엽
- 최남현

## 기타
- 원작자: 전경화
- 조명: 손한수
- 미술: 이명수